# 모하마드 레자 자헤디
모하마드 레자 자헤디(1960년 11월 2일 ~ 2024년 4월 1일, 페르시아어: محمدرضا زاهدی)은 이란의 이슬람 혁명 수비대 소속 전 장교다. 이슬람 혁명 수비대의 공군과 육군을 지휘했으며, 사망 당시 이스라엘, 캐나다, 미국, 사우디아라비아가 테러 조직으로 지정한 쿠드스군을 지휘했다.
2024년 4월 1일, 다마스쿠스 메제 지역에 있는 이란 영사관에 대한 이스라엘의 공습으로 사망했다. 가디언지는 테헤란과 헤즈볼라 및 시리아 대통령인 바샤르 알아사드와의 관계에서 매우 중요한 인물로 지목했다.

## 군 복무
자헤디는 1979년, 이슬람 혁명 수비대(IRGC)에 입대해 이란-이라크 전쟁 당시 중급 장교로 복무했다. 1983년부터 1986년까지는 제44차 카마르 베니 하솀 사단을 이끌었고, 이후 1986년부터 1991년까지 이슬람 혁명 수비대의 제14대 이맘 호세인 사단을 이끌었다. Thar-Allah 기지 의 사령관이었으며, IRGC 부관이었다. 2006년 1월 21일에는 이슬람 혁명 수비대 지상군 사령관으로 임명되었다. 2007년부터 2015년까지에는 시리아와 레바논에서 쿠드스군 사령관을 지냈다. 

## 사망
2024년 4월 1일, 자헤디는 다마스쿠스 주재 이란 대사관에 인접한 영사관 별관 건물을 겨냥한 이스라엘의 공습으로 사망했다. 시리아 주재 이란 대사는 이번 공습으로 5~7명이 사망했다고 밝혔다. 시리아 국영 언론은 이번 공습으로 영사관 건물이 파괴됐고 인근 건물도 큰 피해를 입었다고 전했다. 이는 2020년 1월에 미국이 카셈 솔레이마니 암살 이후에 살해된 IRGC의 최고위 장교다.
그가 사망한 후 시위자들은 이란 영사관에 대한 이스라엘의 공습을 규탄하기 위해 테헤란 거리로 나섰다. 이란 외무부 대변인은 이번 공격을 비난했으며, 이란은 이번 공습의 배후에 있는 '공격자들'에 대해 상응하는 조치를 취할 권리가 있다고 발언했다. 이에 이란은 "단호한 대응"을 할 것이라고 밝혔다. 이후 2024년 4월 13일, 이란은 이스라엘 공습을 감행했다.